# Иванов, Николай Агапович
Николай Агапович Иванов (1813—1873) — генерал-лейтенант Русской императорской армии, участник Кавказской войны, Кутаисский губернатор.

## Биография
Родился в 1813 году.
Образование получил в Павловском кадетском корпусе, из которого выпущен 14 ноября 1830 года прапорщиком в батарейную № 1-го роту 10-й артиллерийской бригады.
Принимал участие в польской кампании 1831 года. С 1837 года служил в войсках Отдельного Кавказского корпуса и с тех пор непрерывно принимал участие в походах против горцев. В 1849 году был начальником 7-го округа инженеров военных поселений на Кавказе.
В 1852 году произведён в полковники и назначен исправляющим должность Кутаисского гражданского губернатора. 17 апреля 1858 года получил чин генерал-майора и назначен помощником командующего войсками в Кубанской области, а с 1861 года был наказным атаманом Кубанского казачьего войска. На этой должности он принимал участие в завершающих кампаниях Кавказской войны.
С 1863 года Иванов состоял при Кавказской армии без должности и 27 марта 1866 года был произведён в генерал-лейтенанты.
Скончался 7 ноября 1873 года.

## Награды
Среди прочих наград Иванов имел ордена:
- Польский знак отличия за военное достоинство 4-й степени (1831 год)
- Орден Святой Анны 3-й степени (1837 год)
- Орден Святого Владимира 4-й степени с бантом (1840 год)
- Золотая полусабля с надписью «За храбрость» (9 сентября 1842 года)
- Орден Святого Георгия 4-й степени (26 ноября 1851 года, за беспорочную выслугу 25 лет в офицерских чинах, № 8729 по кавалерскому списку Григоровича — Степанова)
- Орден Святого Станислава 1-й степени (1859 год)
- Орден Святой Анны 1-й степени с мечами (1862 год, императорская корона к этому ордену пожалована в 1871 году)
- Знак отличия беспорочной службы за XV (1850 год), XX (1855 год) и XXV лет (1863 год)